# دژ هاموند
دژ هاموند (انگلیسی: Hammond Castle) دژ-موزه‌ای است که در بین سال‌های ۱۹۲۶ تا ۱۹۲۹ میلادی در گلوکستر، ماساچوست بنا گردید.